# Tour de France 1912
| 10. Tour de France 1912 – Endstand |                     |                                 |
| Streckenlänge                      | 15 Etappen, 5319 km | 15 Etappen, 5319 km             |
| Toursieger                         | Odiel Defraeye      | 49 P. 190:30:28 h (27,920 km/h) |
| Zweiter                            | Eugène Christophe   | 108 P.                          |
| Dritter                            | Gustave Garrigou    | 140 P.                          |
| Vierter                            | Lucien Buysse       | 147 P.                          |
| Fünfter                            | Jean Alavoine       | 148 P.                          |
| Sechster                           | Philippe Thys       | 148 P.                          |
| Siebenter                          | Hector Tiberghien   | 149 P.                          |
| Achter                             | Henry Devroye       | 163 P.                          |
| Neunter                            | Félicien Salmon     | 166 P.                          |
| Zehnter                            | Alfons Spiessens    | 167 P.                          |

Streckenkarte der Tour des Vorjahres, entspricht annähernd (bis auf ein Stück von 25 km Länge zwischen Grenoble und Nizza) der Streckenführung von 1912

Die Tour de France 1912 fand vom 30. Juni bis 28. Juli statt. Die Etappenorte waren genau dieselben wie ein Jahr zuvor; die Strecke war allerdings um ein paar Kilometer kürzer. Zum letzten Mal wurde der Sieger nach einem Punktesystem ermittelt. Von 131 gestarteten Fahrern beendeten lediglich 41 die Rundfahrt.

## Rennverlauf
Lucien Petit-Breton, im Vorfeld der Tour als einer der Favoriten gehandelt, prallte auf der zweiten Etappe bei Armentières mit einer entlaufenen Kuh zusammen und musste das Rennen aufgeben. Der belgische Meister Odiel Defraeye übernahm bereits nach der dritten Etappe die Führung im Gesamtklassement und gab diese bis zum Schluss nicht mehr ab. Zwar konnte Eugène Christophe zunächst dank drei Etappensiegen den Rückstand verkleinern, doch wurde dieser von Defraeye in der ersten Pyrenäenetappe entscheidend distanziert. Am selben Tag gab der Mitfavorit Octave Lapize das Rennen auf, seine Mannschaftskollegen traten nicht mehr an. So war der erste Toursieg eines Belgiers letztlich ungefährdet.
Eine technische Innovation war die erstmalige Verwendung des Freilaufs. Tour-Direktor Henri Desgrange verbot dessen Verwendung jedoch auf einigen Etappen. Seiner Meinung nach legten die Fahrer damit nicht die effektive Distanz zurück, weil sie nicht mehr gezwungen waren, ständig zu treten.

## Die Etappen
| Etappen    | Start – Ziel          | km  | Etappensieger       | Gesamterster        |
| ---------- | --------------------- | --- | ------------------- | ------------------- |
| 1. Etappe  | Paris – Dunkerque     | 351 | Charles Crupelandt  | Charles Crupelandt  |
| 2. Etappe  | Dunkerque – Longwy    | 388 | Odiel Defraeye      | Vincenzo Borgarello |
| 3. Etappe  | Longwy – Belfort      | 331 | Eugène Christophe   | Odiel Defraeye      |
| 4. Etappe  | Belfort – Chamonix    | 344 | Eugène Christophe   | Odiel Defraeye      |
| 5. Etappe  | Chamonix – Grenoble   | 366 | Eugène Christophe   | Odiel Defraeye      |
| 6. Etappe  | Grenoble – Nizza      | 323 | Octave Lapize       | Odiel Defraeye      |
| 7. Etappe  | Nizza – Marseille     | 334 | Odiel Defraeye      | Odiel Defraeye      |
| 8. Etappe  | Marseille – Perpignan | 335 | Vincenzo Borgarello | Odiel Defraeye      |
| 9. Etappe  | Perpignan – Luchon    | 289 | Odiel Defraeye      | Odiel Defraeye      |
| 10. Etappe | Luchon – Bayonne      | 326 | Louis Mottiat       | Odiel Defraeye      |
| 11. Etappe | Bayonne – La Rochelle | 379 | Jean Alavoine       | Odiel Defraeye      |
| 12. Etappe | La Rochelle – Brest   | 470 | Louis Heusghem      | Odiel Defraeye      |
| 13. Etappe | Brest – Cherbourg     | 405 | Jean Alavoine       | Odiel Defraeye      |
| 14. Etappe | Cherbourg – Le Havre  | 361 | Vincenzo Borgarello | Odiel Defraeye      |
| 15. Etappe | Le Havre – Paris      | 317 | Jean Alavoine       | Odiel Defraeye      |